# Beobachtermission der Vereinten Nationen in Sierra Leone
Die Beobachtermission der Vereinten Nationen in Sierra Leone, kurz UNOMSIL (von engl. United Nations Observer Mission in Sierra Leone) dauerte vom 13. Juli 1998 bis zum 22. Oktober 1999. Es war eine reine militärische Beobachtung, die der Friedensmission Mission der Vereinten Nationen in Sierra Leone (UNAMSIL) vorausging.
Die Kosten dieses Einsatzes beliefen sich auf 12,9 Mio. US$, werden vom UN-Generalsekretär aber auf 40,7 Mio. beziffert. Im Juli 1998 wurden 70 militärische Beobachter autorisiert (effektiv 41 im November 1998) und im August 1999 auf 210 erhöht (effektiv 192 plus 15 weitere Militärs im Oktober 1999). Unterstützt wurden die Beobachter durch 15 medizinische Hilfskräfte, fünf zivile Polizeibeamte sowie eine Verwaltung von 30 international und 25 lokal Beschäftigten. 
UNOMSIL wurde befehligt von Brigadegeneral Subhash C. Joshi aus Indien.